# 바나바섬

바나바 섬(옛 오션 섬)

바나바섬(Banaba Island) 또는 오션섬(Ocean Island)은 키리바시의 환초(산호섬)이다. 길버트 제도 서쪽에 위치하고 있고 나우루에서 동쪽으로 300km 정도 떨어져 있다. 면적은 6.5km2, 인구는 301명(2005년 기준), 최고점은 81m이며 키리바시에서 가장 높은 곳이다.
1900년 영국의 한 회사가 인산염 광산을 발견하면서 채굴이 시작되었으며 1942년에는 일본이 이 곳을 점령하기도 했다. 그 후 영국은 바나바섬 주민들을 피지의 라비섬으로 이주시켰고, 인산염 광산 채굴을 시작한다. 1979년 인산염 광산이 고갈되고 채굴이 끝나면서 주민들은 서서히 이 곳으로 귀환했다.

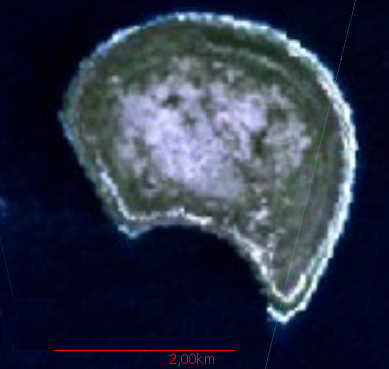
바나바섬 위성사진(NASA 제공)

| 마을                     | 인구 (인구조사) | 인구 (인구조사) |
| ------------------------ | --------------- | --------------- |
| 마을                     | 1995            | 2005            |
| Antereen (Tabiang)       | 16              | 108             |
| Umwa (Ooma, Uma)         | 269             | 135             |
| Tabewa (Tapiwa, Tabwewa) | 54              | 58              |
| Buakonikai               | -               | -               |
| 바나바섬                 | 339             | 301             |

## 같이 보기
- 나우루의 인광석 산업